# Mirambek Ajnagułow
Mirambek Myrzagaliuły Ajnagułow (kaz. Мирамбек Мырзағалиұлы Айнағұлов; ur. 17 lutego 1994) – kazachski zapaśnik walczący w stylu klasycznym. Olimpijczyk z Tokio 2020, gdzie zajął szesnaste miejsce w kategorii 60 kg. Srebrny medalista mistrzostw świata w 2017 i brązowy w 2019 roku. 
Brązowy medalista igrzysk azjatyckich w 2018. Wicemistrz Azji w 2017 i 2022, a trzeci w 2016 i 2018. Triumfator igrzysk wojskowych w 2015.
Czwarty w Pucharze Świata w 2016. Brązowy medalista wojskowych MŚ z 2016 i 2018 i mistrzostw Azji juniorów w 2014 roku.